# Monkton House (Wiltshire)

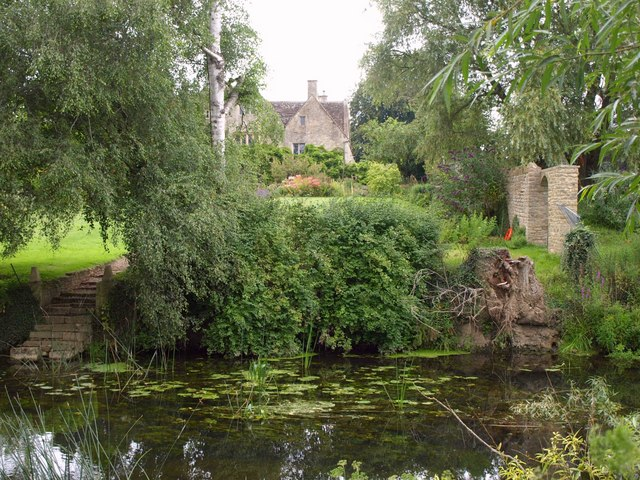
Monkton House

Monkton House ist ein Landhaus im Dorf Broughton Gifford in der englischen Grafschaft Wiltshire. Das Haus aus dem 16. Jahrhundert hat English Heritage als historisches Bauwerk II*. Grades gelistet.

## Geschichte
Im 12. Jahrhundert gründeten cluniazensische Benediktinermönche ein Kloster in Monkton Farleigh und erwarben dafür Land in der Nachbarschaft. Nach der Auflösung der englischen Klöster wurden die Abtei und ihre Ländereien, einschließlich der Grundherrschaft von Monkton Sir Edward Seymour, 1. Earl of Hertford, übertragen. Seymour verpachtete die Grundherrschaft an Edward Long, Sohn eines reichen Tuchhändlers aus Wiltshire, Henry Long aus Whaddon. Edward hatte bereits drei Jahre vorher die Grundherrschaft von Rood Ashton erworben.
Später, am 15. Mai 1615, kaufte Long auch das Landhaus und hinterließ es seinen beiden Söhnen Edward und John, die nacheinander dort wohnten. John scheint um 1647 umfangreiche Bauarbeiten an dem Haus ausführen haben lassen, wie eine Plakette an der Hauswand dies ausweist. Zu den Arbeiten gehörten Reparaturen, Umbauten, ein neues Dach und ein Anbau an der Ostseite. Ein stark behauener Kaminsims soll früher Teil eines Altargrabes des Klosters in Monkton Farleigh gewesen sein und befindet sich heute in einem der Schlafzimmer.
Irgendwann während des englischen Bürgerkrieges sah sich der Haushalt gezwungen, Soldaten zu beherbergen, die für  Oliver Cromwells parlamentaristische Armee kämpften. Möglicherweise überstrapazierten die oben genannten Umbauten John Longs Finanzen, da er 1649–1650 als insolvent ausgewiesen und das Anwesen sequestriert wurde. Ihm folgte sein Sohn Thomas Long aus Rowden in Chippenham († 1691) nach, das Anwesen wurde gesichert und blieb in Händen der Familie Long, bis es Thomas Long am 10. Mai 1669 an Sir James Thynne aus Longleat House verkaufte. Es scheint aber, dass Thomas Long das Haus noch bis 1671 vom neuen Eigentümer gemietet hatte. William Thynne erscheint dann als Eigentümer.
Heute gehört das Haus der Familie Coote.